# Ruszt

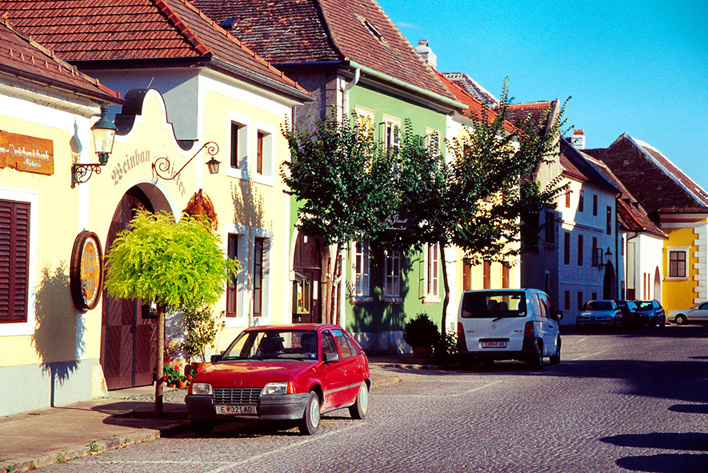
Ruszt belvárosa

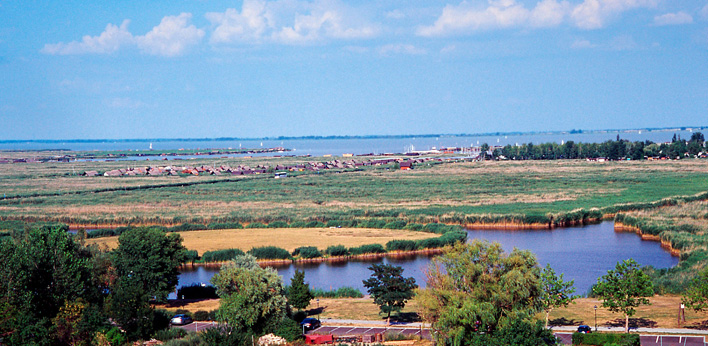
A Fertő látképe Rusztnál

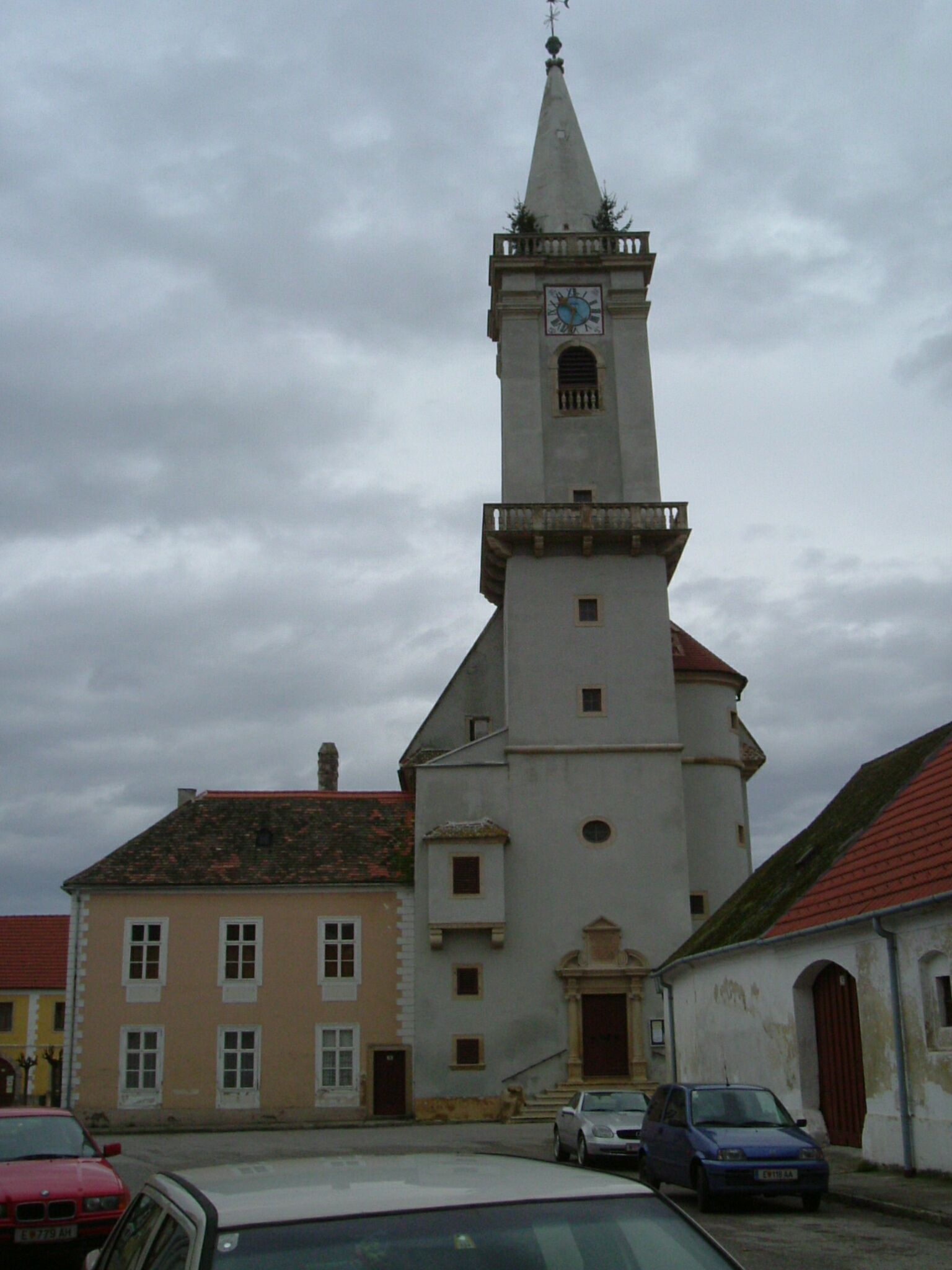
A katolikus plébániatemplom

Ruszt (németül: Rust, horvátul: Rušta, latinul: Rusthum) város Ausztriában, Burgenland tartományban, a Fertő nyugati partján, a magyar határ közelében. Csupán 2000 lakosával az ország legkisebb törvényes városa, mivel 1681-ben a magyar koronától szabad királyi városi rangot kapott. Így lett a történelmi Magyarország legkisebb szabad királyi városa, aminek a hagyomány szerint minden kéményén gólya fészkel.

## Fekvése
Burgenlandban, a Kismartoni járásban található, Kismartontól 16 km-re délkeletre, a Fertő nyugati partján fekszik. Jól megközelíthető Bécsből és Budapestről is. Az osztrák fővárosból az A3-as autópályán Kismarton érintésével, a tartomány középső és déli részéről az S31-es autóúton érhető el. Átlagos tengerszint feletti magasság 123 méter.

## Nevének eredete
Régi magyar neve a szil fanévből keletkezett Szil, ennek fordítása a német rust (= szil), amely ismét, immár a németből visszakerült a magyarba.

## Története

### Középkor
1317-ben „Ceel” („possessio Ceel vocatum circa stagnum Ferthew”) néven említik először Károly Róbert király adománylevelében, melyben hívének, Héderváry Dénesnek itt birtokot adományoz. Német neve 1393-ban bukkan fel először. Plébániáját 1436-ban említik először, templomát mely egy 12. századi kis templom alapjaira épült Szent Pongrác és Szent Egyed tiszteletére szentelték. Lakóinak fő foglalkozása már ősidők óta a szőlőművelés és bortermelés, mely országos hírűvé tette a várost. 1470-ben Ruszt Hunyadi Mátyástól vásártartási jogot kapott. 1512-ben felépültek a város első védőfalai. 1524-ben Mária királyné engedélyezte, hogy Ruszt borosgazdái hordóikon koronás „R” betűt tüntethessenek fel márkajelzésként. Ez jel a ruszti borok palackjain a mai napig is használatos.

### Habsburg hatalom
1529-ben és 1532-ben a török elpusztította. A sorozatos támadások kivédésére a 17. század közepén a várost új, erős falakkal vették körül. 1624-ben II. Ferdinánd császár a keddi napokra hetivásár tartását engedélyezte a településnek. 1649-ben Ruszt 60 000 aranyforintért és 30 000 liter aszúborért megváltotta szabadságát az Esterházyaktól. 1660-ban újabb 9.000 aranyforintot fizetett a császárnak, hogy szabadságjogaikat további 20 évre terjessze ki.  1652-ban a Gabriel család kapott nemesi oklevelet és emelték grófi címre őket, innentől viselték a ruszthi (ruszti) előnevet. 1681-ben a soproni birodalmi gyűlésen I. Lipót császártól szabad királyi város rangot kapott. Ezért a ruszti polgárok 60 000 aranyforintot és 500 hordó fehér aszúbort adtak a hofburgi császári palotának. 1703-ban a város harc nélkül adta meg magát Károlyi Sándor kuruc generális seregének. 

### 19. század
1809 júliusa és novembere között francia csapatok szállták meg, melyek ellátását és elszállásolását a polgároknak kellett állniuk. 1836-ban V. Ferdinánd király újra megerősítette a város kiváltságait. 1876-ban elveszítette több évszázados kiváltságait, és Sopron vármegyéhez csatolták.
Vályi András szerint "RUSZT. Rustinum. Szabad Királyi Város Sopron Vármegyében. Lakosai leginkább Németek, katolikusok, és evangelikusok is, fekszik Nizsider tava’ partyán, Sopronhoz 2 6/8 mértföldnyire, híres szőlőhegyei alatt, óldallós szántó földgyeivel, kies, és egésséges helyen; úgy hogy 1713-dik esztendőben, hírtelen halál uralkodván e’ vidéken, a’ Sopronyiak is ide kőltözének által, hogy magokat, ’s életeket megmenthessék. Hajdan a’ Rómaiaknak bírtokok vala, ’s Ottokáré is; azután pedig az Óvári Uradalomhoz tartozott. 1681-ben Királyi Várossá lett LEOPOLD alatt; kőfallal pedig 1614-dikben vétetett körűl; de erőssége inkább külső színt mutat, mint sem a’ Lakosokat hathatós ostrom ellen védelmezhetné. Szentegyházai Szent Egidiusnak, és Pankrátziusnak szenteltettek; ’s ehez vagyon kaptsolva az a’ nevezetes Kápolna, mellyet MÁRIA Királyné szerzett, ’s hetenként egy Szent Misének olvasására rendelést is teve. Második Szentegyháza a’ Sz. Háromságnak tiszteletére van szentelve; ’s az 1647-dik esztendőbéli Ország Gyűlése után építtetett, és jeles toronnyal ékes; 1674-dikben szenteltetett-fel. A’ felűlírása ez: Sancta Trias! Templum Rustensum protege, serva; In quo fac, pure, dogmata sacra sonent. Harmadik Templomja, melly az Evangelikusoké, 1784-dikben JÓZSEF Tsászár alatt építtetett. Világi épűletei között nevezetes a’ Városháza, és a’ Katonák’ Szállása, mellyben elfér mintegy 100 ember. Több épűletei is meglehetősek, és a’ gazdaságnak folytatásához alkalmaztattak. Polgárok’ Ispotállya is van itten. A’ Városba 3 kapun esik a’ bémenetel, úgymint a’ Sopronyi, Bétsi, és Pozsonyi kapun; negyedik kapuja pedig Nizsider tava felé van, hogy ha tűz támadna, jó hasznát vehessék. Különösen ditséri Bél Mátyás a’ Ruszti Tanátsot, melly 8 személyből áll, az árváknak igen jó gondviselésekért, melly ditséretjeket hiba lett vólna elhalgatni, hogy másutt is követtessenek. – Határja soványas, legelője kövér, fát pénzen szereznek. Lakosai többnyire Németek lévén, jobbára szőlőmívelésből élnek. Boraik a’ Sopronyiakhoz hasonlítanak, és az Országon kivűl is híresek. " 
Fényes Elek szerint "Ruszt, szabad kir. v., Sopron vgyében, Sopronhoz északra 2 mfdnyire. Fekvése igen szép; mert nyugotról hires borttermő szőlőhegye egészen körülkeriti, keletről pedig a Fertő tava majd a házak falait mossa. Kir. városnak 1681-ben a soproni országgyülésen vétetett fel, s jelenleg legkisebb testvérei közt, mert csak 1200 lakost számlál, kiknek fele kath., fele evang., nyelvre nézve mindnyájan németek. Nevezetesebb épületei: a kath. par. egyház, egy Mária királynő által épitett kápolnával; a szentháromság egyháza, melly hajdan az evangelikusoké volt, s azok által épittetett 1651-ben; a toronytalan evang. egyház; egy kis kaszárnya a Fertő partján. Ruszt határa kicsiny; szántófölde csak 800 h., de termékeny; rétje 100 h., legelője 50 h., kertje 13 h., erdeje 240 hold. Ellenben szőlőhegye 6565 kapás, (20 kapa tesz 1 holdat), s az itt termett bor a tokaji és ménesi után legnemesebb magyar-bornak tartatik; mire sokat tesz a szőlőhegy fekvése, melly egészen a Fertő tavára dül; s az uralkodó szőlőfaj, melly itt is mint Sopronban a Fagyos, ném. Zapfner; s szorgalmas mivelés és a késői szüret, melly Ruszton is mint a Hegyalján igen későn, és nagy ovatossággal tartatik. A szőlőtőkék nem állnak ugyan látszó rendben, hanem még is három szögben, mert itt a szőlő nem metszetik csapra mint Balaton mellékén, hanem egy szál vessző meghagyatván ez végével a földbe bujtatik és igy mind a tőke, mind a meghajtott vessző, mind pedig a földből kiálló vége terem. Ezen porbujtás szüret után kidobatik. Az illy müvelés sok napszámba kerülvén, igen költséges. Gyümölcse elég sok és igen édes; hires cseresznye, baraczk, meggy és dió terem. " 

### 20. századtól napjainkig
1910- ben 1535 lakosából 1290 német és 218 magyar volt. A trianoni békeszerződésig Sopron vármegyéhez tartozott. 1921-ben a trianoni és saint-germaini békeszerződések értelmében Ausztriához csatolták. 1989-ben itt alapították a világ első német nyelvű borakadémiáját.
2001-ben 1714 lakosából 1623 német, 33 magyar, 27 horvát volt. 17. századi városképe a mai napig fennmaradt, számos műemlék épülete van. 2001-ben az óváros  a Fertő tó térségével együtt az UNESCO világörökség része lett. Ma Ausztria legkisebb önálló közigazgatási egysége (Bezirk).
Ruszton 2006-ban az Európai Unió környezetvédelmi miniszterei kétnapos, találkozót tartottak.

## Nevezetességei
- A Szentháromság tiszteletére szentelt plébániatemploma 1649 és 1651 között épült. Eredetileg evangélikus templom volt, mely 1674-ben lett a katolikus egyházé. Mennyezetképeit 1798-ban Steiner Bálint, oltárképeit Franz Sigrist festette.
- A Halásztemplom 1400 előtt épült a korábbi, 12. századi templom felhasználásával épült. A hagyomány szerint a szentély melletti kápolnát még Anjou Mária királynő építtette hálából annak emlékére, hogy a Fertő tóból halászok kimentették. A szentély déli oldalán álló Pongrác-kápolna 1400 körül épült gótikus stílusban. 1529-ben a törökök felgyújtották. Ezután bővítve építették újjá. A szentély és a kápolna elő új kereszthajót emeltek. 1580 körül az evangélikusoké lett, a katolikusok 1649-ben kapták vissza. Anyakönyveit 1658-tól vezetik. 1938-ban itt fedezték fel Burgenland legrégibb középkori freskóit, melyeket 1949 és 1954 között restauráltak. A templomot a 17. században épített lőréses erődfal veszi körül. A templomban a nyári hónapokban koncerteket is rendeznek.
- Belvárosában szinte minden ház műemlék védelem alatt áll. A polgárházak, melyek a 16. és 19. század között épültek reneszánsz, barokk stílusban vagy historizáló homlokzattal, szép ablakkeretekkel és kapuzatokkal, erkélyekkel, címeres és stukkódíszítéssel igazi ékszerdobozzá teszik a belvárost. Az épületek nagyrészt a városfalak maradványaira támaszkodnak. Az óváros 2001-óta az UNESCO világörökség része.
- Evangélikus templomát 1784-ben építették.

## Kultúra
Itt rendezik meg a Nemzetközi Gitár Fesztivált, amely 1999 óta az egyik legnevesebb gitárfesztivállá nőtte ki magát.

## Híres szülöttei
- Wohlmuth János (1642–1724) zeneszerző barokk orgonista
- David Ignatz Neumann (1894–1991) osztrák-izraeli költő, vágó és politikus
- Brandeisz Elza (1907–2018), magyar táncos és torna tanár
- Ludwig Schandl (1908–1969), borász és politikus (FPÖ)
- Erich Karassowitsch (1944–2021), szőlész és politikus (FPÖ)
- Johanna Auer (1950–), politikus (SPÖ)

## Képgaléria

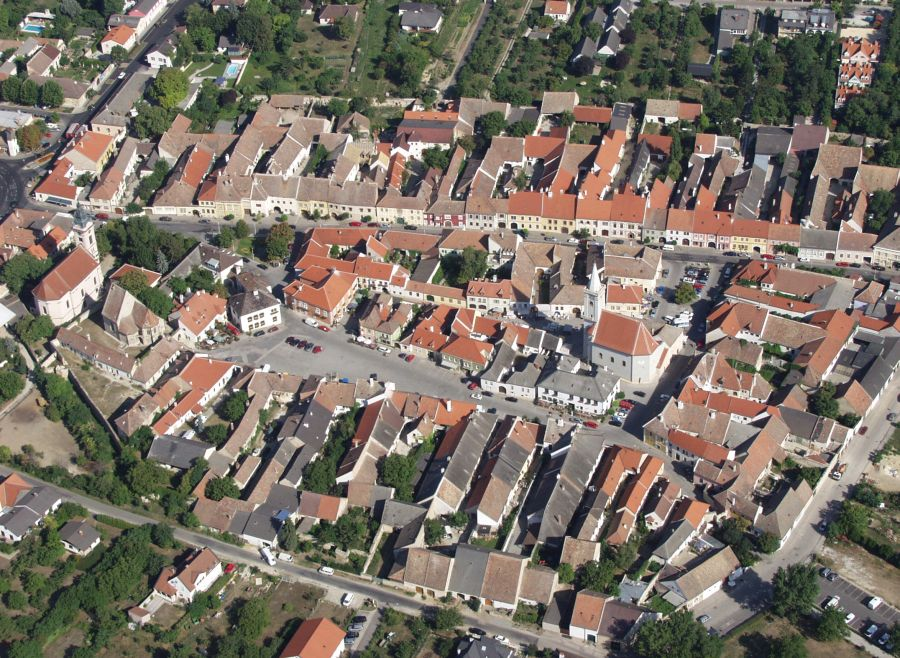
Légifotó a belvárosról
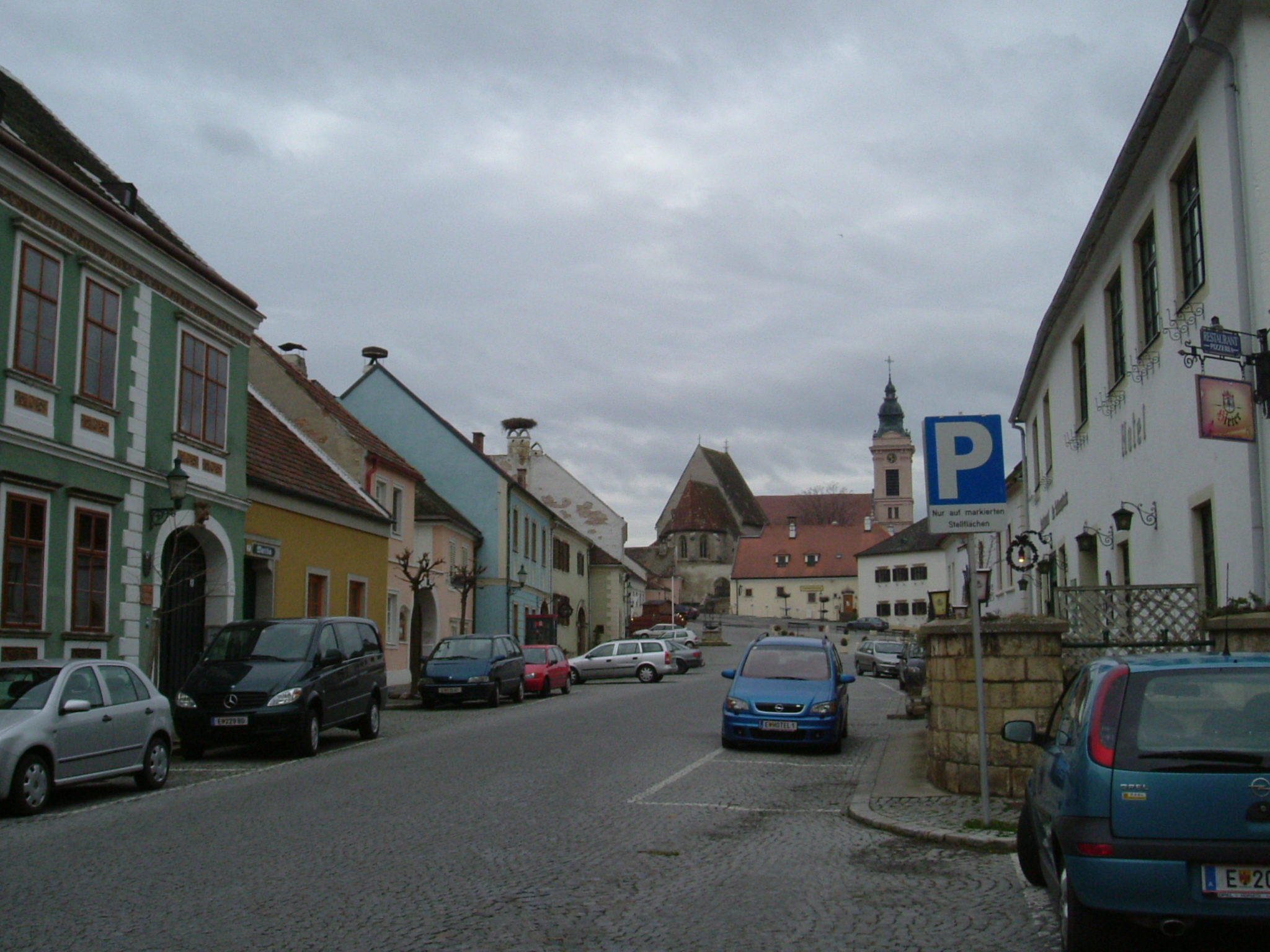
A belváros
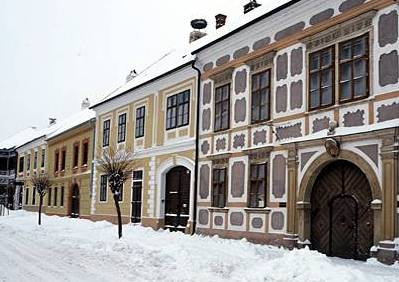
A belváros
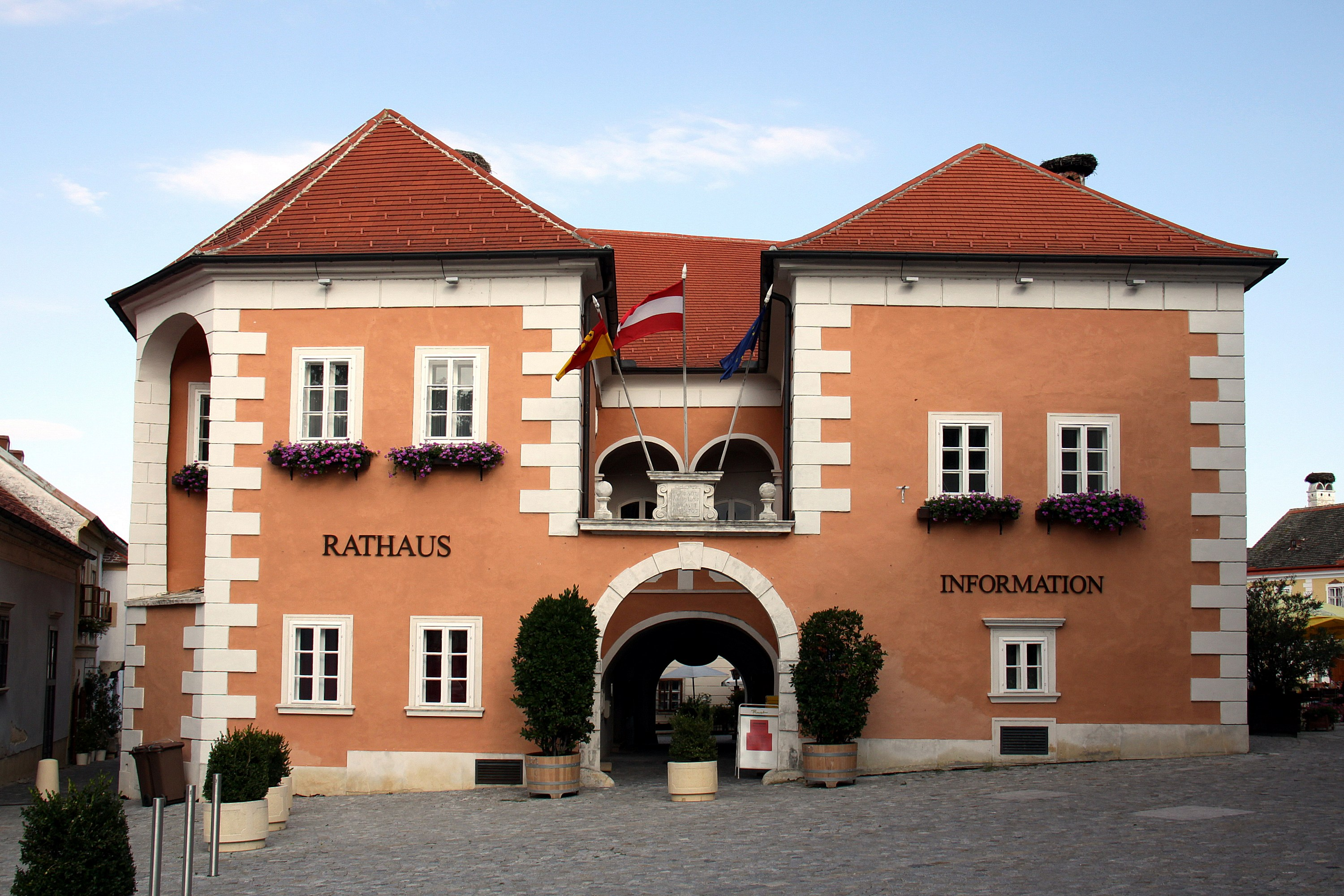
Városháza
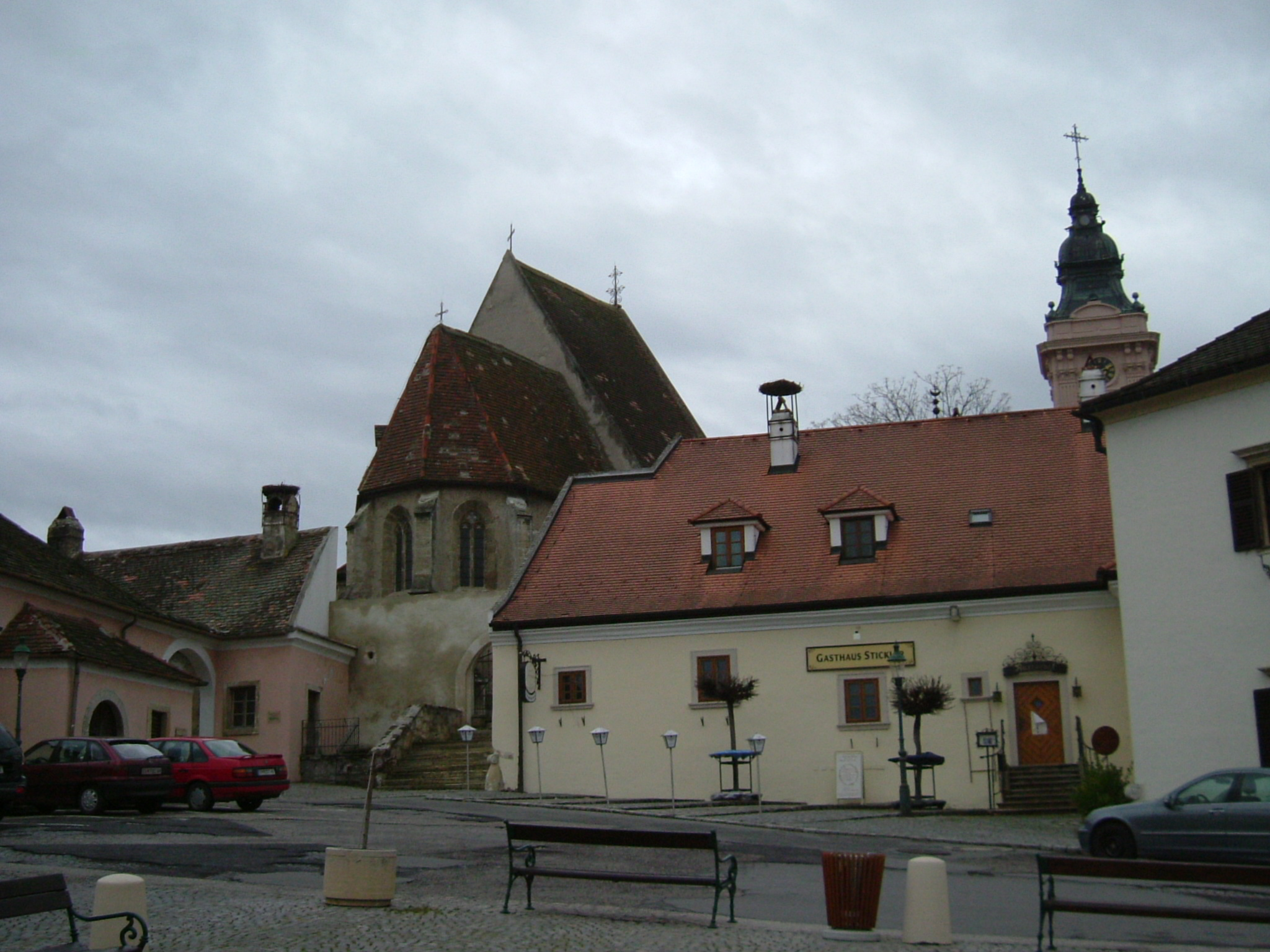
A halásztemplom
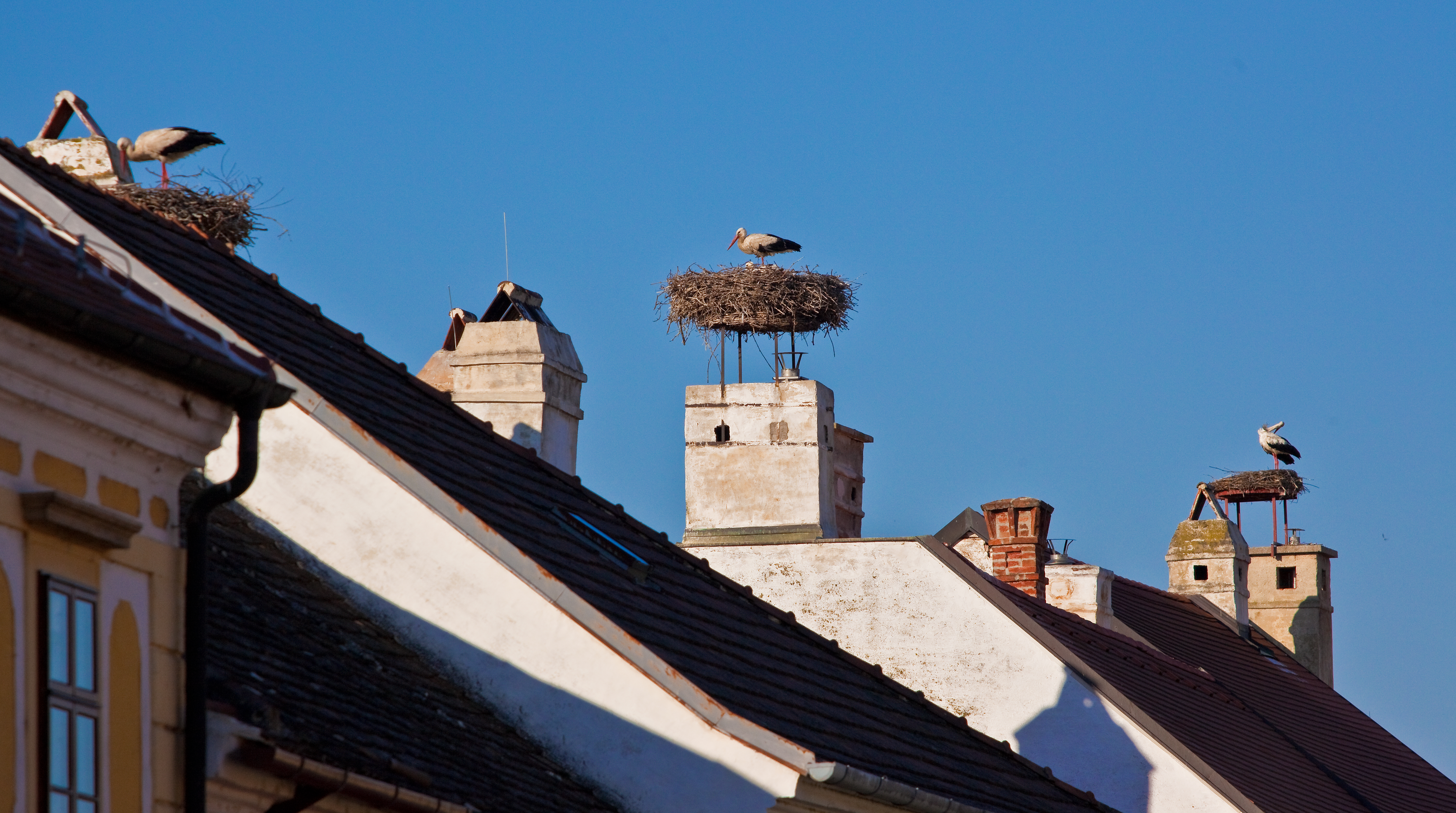
Gólyafészkek jellegzetességei a városnak

## Külső hivatkozások
- Hivatalos oldal Archiválva 2011. június 23-i dátummal a Wayback Machine-ben (németül)
- Fotógaléria a városról
- A ruszti gólyavédő egyesület honlapja (németül)
- Ruszt az Osztrák Statisztikai Hivatal honlapján (németül)
- Magyar katolikus lexikon (magyarul)
- A halásztemplom bemutatása (németül)